# Sheila Copps
Sheila Copps (Hamilton, 27 de novembro de 1952), é uma jornalista e ex-política canadense, ex-vice-primeira-ministra do país.

## Biografia
Copps é filha do ex-prefeito de Hamilton, Vic Copps. Formou-se pela Universidade de Western Ontario e trabalhou como jornalista em Hamilton e Ottawa.
Concorreu sem sucesso a uma cadeira no parlamento estadual Ontário, em 1977; ela então trabalhou como assessora de Stuart Smith, líder do Partido Liberal. Foi finalmente eleita em 1981 e no ano seguinte falhou em tentar a liderança Liberal. Quando era deputada provincial e tinha vinte e oito anos sofreu assédio por um colega parlamentar.

Em 1984 concorreu de modo vitorioso a uma vaga na Câmara dos Comuns, contra a onda conservadora que então se verificava, de forma agressiva no período. Em 1986 publicou sua primeira autobiografia intitulada "Nobody's Baby" - o título vem justamente de sua resposta dada no parlamento ao então ministro John Crosbie que lhe dissera "Apenas se acalme, bebê" ao que ela retrucara: "eu não sou o bebê de ninguém".
Em 1990 candidatou-se a liderança do partido, que perdeu. Em 1993 foi eleita membro do governo liberal e foi nomeada vice-primeira-ministra e ministra do meio-ambiente. Renunciou ao cargo no gabinete e, reeleita em 1997, foi nomeada ministra do patrimônio. Novamente eleita em 2000, mais uma vez perdeu a candidatura à liderança.
Afastou-se da política, trabalhando como colunista e apresentadora de rádio, e publicando nova autobiografia em 2004, chamada "Worth Fighting For". Ainda tentou um retorno em 2012 candidatando-se à presidência do Partido Liberal em 2012 mas, perdendo, anunciou seu desligamento definitivo da política.
Vive em Ottawa com o marido, Austin Thorne.